# Бариолаж
Бариолаж (на френски: bariolage oт barioler – пъстря, шаря) е апликатурна особеност при струнните инструменти, при която се свири поредно на две струни. Обикновено по-високата остава празна, а мелодията се води на по-ниската струна. Тази техника е популярна при музика на барокова цигулка.
В примера долу от соната на Хендел се вижда, че вторият такт се свири с бриолаж.
Друг известен пример за бриолаж е прелюдията на „Сонати и партити за соло цигулка“ на Бах.